# Ханкокс Бриџ (Њу Џерзи)
Ханкокс Бриџ (енгл. Hancocks Bridge) насељено је место без административног статуса у америчкој савезној држави Њу Џерзи.

## Демографија
По попису из 2010. године број становника је 254.
| Група             | 2000.    | 2010.       |
| Белци             | 0 (0,0%) | 245 (96,5%) |
| Афроамериканци    | 0 (0,0%) | 4 (1,6%)    |
| Азијати           | 0 (0,0%) | 3 (1,2%)    |
| Хиспаноамериканци | 0 (0,0%) | 2 (0,8%)    |
| Укупно            | 0        | 254         |